# Juni 1938
| Deze maand                                                                                         |
| -------------------------------------------------------------------------------------------------- |
| - Japan rukt verder op in China - Zware bombardementen in Spanje - Overstroming van de Gele Rivier |

De volgende gebeurtenissen speelden zich af in juni 1938. 
- 1 - Bulgarije erkent Victor Emanuel III als keizer van Abessynië.
- 4[1] - Jacinto Peynado wordt tot president van de Dominicaanse Republiek gekozen. Hij zal op 16 augustus in het ambt treden.
- 6-7 - Nationalistische, Duitse en Italiaanse luchtaanvallen op diverse steden en dorpen langs de Spaanse oostkust. Ook een aantal Britse schepen in de havens wordt getroffen.
- 7 - Bij een grensincident tussen Ecuador en Peru vallen honderden doden.
- 7 - De Nationalisten veroveren Castellón.
- 11 - Een aardbeving treft het westen van België.
- 12 - In een redevoering te Stettin valt Rudolf Hess de regering van Tsjecho-Slowakije aan.
- 13[1] - Palestina besluit tot het bouwen van een prikkeldraadversperring langs de grens met Syrië om de illegale import van wapens tegen te gaan.
- 13[1] - In Zuid-Afrika wordt Die stem van Suid-Afrika tot volkslied benoemd met een gelijke status als God save the King.
- 16 - Duitsland verwerpt het verzoek van de Poolse minderheid tot meer rechten voor deze groep.
- 16 - De Duitse minister van economische zaken Walther Funk verklaart dat Duitsland niet de Oostenrijkse staatsschuld zal overnemen, en ook 'politieke schulden' (zoals de herstelbetalingen in het kader van het Verdrag van Versailles) van de hand wijst.
- 16 - Het Franse parlement stemt in met het afschaffen van de capitulaties in Egypte, zoals vastgesteld in de Conventie van Montreux.
- 17 juni - Bij verkiezingen voor de Ierse Dail behaalt de Fianna Fáil, de partij van Éamon de Valera, een absolute meerderheid van 77 van de 138 zetels.
- 19 juni - Italië wint het wereldkampioenschap voetbal 1938 door in de finale Hongarije te verslaan.
- 20[1] - De C.W. van der Hoogtprijs wordt toegekend aan Simon Vestdijk voor zijn roman Het vijfde zegel.
- 20[1] - In een actie tegen Pendidikan Nasional Indonesia worden in Batavia en Soerabaja huiszoekingen verricht.
- 20 - In Nazi-Duitsland wordt Joden de toegang tot beurzen en grote markten ontzegd. De Duitse posterijen zullen geen commerciële postzendingen van Joodse naar niet-Joodse bedrijven meer bezorgen.
- 22 - Joe Louis verdedigt zijn wereldtitel in het zwaargewicht boksen door uitdager Max Schmeling in slechts 2 minuten te verslaan.
- 23 - Bij een debat in het Lagerhuis over de bombardementen op Britse schepen in de Spaanse Burgeroorlog verwijt oppositieleider Clement Attlee in felle bewoordingen premier Neville Chamberlain dat hij niet krachtig genoeg optreedt.
- 23 - In Duitsland zal per 1 juli een arbeidsdienstplicht gelden. Personen kunnen voor een periode van een half jaar verplicht worden een bepaalde werkkring aan te nemen.
- 24 - Het vliegveld Leeuwarden wordt officieel geopend.
- 25 - Douglas Hyde treedt aan als de eerste president van Ierland.
- 26 - Voor het eerst vindt een voetbalmatch plaats tussen Nederland en Nederlands-Indië. Nederland wint met 9-2.
- 28 - Francisco Franco belooft in de toekomst Britse schepen zo veel mogelijk te ontzien bij bombardementen.
- 30 - In Londen ondertekenen vertegenwoordigers van het Verenigd Koninkrijk, Frankrijk en de Verenigde Staten een vlootverdrag. Hierbij wordt het maximumtonnage van slagschepen, zoals in 1936 in het Vlootverdrag van Londen vastgesteld, verhoogd van 35.000 naar 45.000 ton.

en verder:
- Het besluit wordt genomen een spoorlijn te bouwen van Frans Indo-China naar Nanning.
- Italië versterkt het eiland Leros tot een zwaar gefortificeerde marine- en luchtmachtbasis.
- De Japanners voeren zware aanvallen uit op Hankou. De Chinese regering verplaats haar zetel van Hankou naar Chongqing.
- In Duitsland wordt de registratie van 'Joodse' bezittingen voltooid, als voorbereiding op gedwongen verkoop van deze bezittingen aan 'Ariërs'.
- Grootschalige overstromingen van de Gele Rivier dreigen in China tientallen miljoenen mensen dakloos te maken en tot hongersnood te brengen.
- De regering-Franco verbiedt de export van pyriet naar Nederland.

<< · januari · februari · maart · april · mei · juni · juli · augustus · september · oktober · november · december · >>